# Кубок России по современному пятиборью 2001
Кубок России 2001 года прошел в Москве на спортивной базе «Северный» с 12 по 16 марта.
Состав мужского турнира существенно был ослаблен: сильнейшие пятиборцы — Денис Стоиков, Алексей Туркин и Андрей Моисеев — выехали на 1-й этап Кубка мира в Мексику. На Кубке России не будет выступал и олимпийский чемпион 2000 года Дмитрий Сватковский. Он восстанавливался после очередной травмы ахилла и был занят организацией финала Кубка мира, который пройдет в августе в поселке «Северный».

## Итоговые результаты
12-16 марта 2001 года. Кубок России. Финал.
1. Дмитрий Галкин (Ставрополь) — 5593 очка.
2. Рустем Сабирхузин (Уфа) — 5590.
3. Андрей Цигипов (Москва) — 5520.
4. Андрей Абрамов (Москва) — 5508.
5. Николай Яськов (Самара) — 5292.
6. Александр Бантиков (Санкт-Петербург) — 5252.
Командный зачет.
1. Москва (Андрей Цигипов, Андрей Абрамов, Михаил Бондарев).
2. Самара.
3. Ленинградская военно-морская база.